# ГТ-СМ
Потужність, к. с.: 115 

Запас ходу по паливу, км: 500 

ГТ-СМ чи ГТСМ чи ГАЗ-71, абревіатура Гусінний Тягач — Середній Модернізований , — сніго-болотохід, сконструйований  на Горьковському автозаводі для умов пустелі і Крайньої півночі; першочергово застосовувався як військовий тягач, а також геологами, нафтовиками, єгерями у важких кліматичних умовах і бездоріжжі.

## Історія
Випускався з 1968 по 1985 роки на Заволзькому завод гусеничних тягачів (ЗЗГТ)

## Опис моделі
Машина розрахована на роботу в екстремальних умовах, вона здатна долати дорожні перешкоди будь-яких типів  — снігові завали, болота, насипи (максимальний кут підйому не більше 35 градусів). 
Крім того, транспортер-тягач ГТСМ (ГАЗ-71) може форсувати річки, шириною не більше 1,5 км. 
Завдяки підвищеній прохідності  сніго-болотохід ГТСМ (ГАЗ-71) може використовуватися в різних галузях сучасного народного господарства, при прокладенні нових доріг і будівництві різних об'єктів в північних районах і важкодоступних лісових масивах. Крім того, транспортер часто застосовується як буксир для пошкодженої техніки.
Снігоболотохід моделі ГТСМ (ГАЗ-71) можна використовувати для транспортування робітників і наукових співробітників, які займаються геологічними дослідженнями. 
В кабіні транспортера поміщаються дві людини, на платформі (в тентованому кузові) 10 пасажирів. Кузов машини для умов Півночі обладнаний опалювачем, що навіть під брезентовим тентом нагріває повітря до +18-20°C. 
Завдяки двигуну ЗМЗ-71, потужністю 115 к. с. машина здатна доставляти людей, вантажі і техніку в найбільш важкодоступні регіони.

## ГТ-СМ в Україні
Виробництво ГТ-СМ як було, так і залишилося у м. Заволжьє Нижньо-Новгородської області РФ. Проте, в Україні ГТ-СМ став базою для створення низки моделей спеціальної техніки:
- 1975 — Виготовлений пожежний автомобіль для гасіння лісових пожеж ВПЛ на плаваючому шасі гусеничного тягача ГТ-СМ на Прилуцькому заводі Пожмашина.